# Ombre sull'Ofanto
Ombre sull'Ofanto è un romanzo del 1992 dell'autore italiano Raffaele Nigro.
L'opera ha vinto nel 1992 il Premio Città di Penne e l'anno successivo il Premio Grinzane Cavour per la narrativa italiana.

## Trama
Arminio Mitarotondo, laureando in lettere con una tesi su Orazio, è il figlio di Feliciano, un impresario di pompe funebri di Venosa nella cui azienda lavora in attesa di terminare gli studi. Un giorno il padre inizia ad essere minacciato dalla malavita organizzata, che vorrebbe che pagasse il pizzo, ma Feliciano resiste orgogliosamente. I Mitarotondo si occupano dei funerali di Attilio Serpieri, un ex compagno di scuola di Arminio che aveva preso una brutta strada, e portano il suo corpo alla masseria del padre a Maschito. Arminio va a trovare Fulvia Terramoto, altra sua vecchia conoscenza che era stata la fidanzatina di Attilio, e le porta la triste notizia. Il corpo di Attilio viene tumulato nel cimitero di Venosa, in un loculo di proprietà di Feliciano, cosa che gli vale un altro avvertimento in stile malavitoso.
Arminio fa poi la conoscenza di Veronica, una ragazza molto attraente che era stata l'ultima amante di Serpieri, e se n'innamora. Quest'ultima gli consiglia di traslare altrove la salma di Attilio per evitare d'inimicarsi i suoi assassini. In occasione dei funerali di Filiberto Conghia, Arminio rivede il di lui nipote Mauro, un altro suo compagno di classe dei tempi del liceo con cui era in stretti rapporti.
Recatosi a Bari per la tesi di laurea, Arminio fa una visita alla Fiera del Levante dove nota in uno stand Veronica nel ruolo di ragazza-immagine. Si rifanno poi vivi i taglieggiatori, che all'ennesima manifestazione di noncuranza da parte di Feliciano fanno saltare in aria i suoi loculi nel cimitero di Venosa. Arminio è convocato nella caserma dei carabinieri ai quali è stata trasmessa da sua zia Bice la lettera minatoria, nonostante l'ostinato rifiuto del padre sia di ricorrere alle forze dell'ordine sia di pagare il pizzo. 
Con Veronica va ad un concerto dei Guns N' Roses a Salerno e ha con lei un rapporto sessuale in automobile. Valeria gli propone di fare un lavoro per certi suoi conoscenti, che potrebbe fruttargli molti soldi poiché si tratta di qualcosa di non perfettamente legale: si tratterebbe di trasportare, con un carro funebre, la salma di un pregiudicato dalla Malpensa alla Puglia per la sepoltura. Arminio accetta, inizialmente ignaro del fatto che la bara in realtà contenga droga e armi. Per il trasporto è affiancato da Gamil, un africano appartenente all'organizzazione criminale. Giunto a destinazione, scopre con stupore che ne fa parte anche Mauro Conghia e fa la conoscenza del suo capo, il Vicciere, che s'interessa alle capacità letterarie di Arminio perché cerca qualcuno che raccolga il racconto della sua vita e la trascriva in bella forma. 
Un giorno, un altro affiliato soprannominato Limone viene trovato morto sulla diga del Rendina; il fatto scuote Arminio, che inizia a temere per la propria incolumità, tanto più che suo fratello minore Costante è scomparso (si scoprirà dopo pochi giorni che si è trattato di un allontanamento volontario e il ragazzino viene trovato sano e salvo). 
Il Vicciere è convocato a Napoli per un incontro con i capi di una banda di avellinesi con i quali è in rotta, che si tiene nel cimitero delle Fontanelle. Le sue offerte di collaborazione sono respinte, così non gli resta che prepararsi per la guerra. Gamil rivela ad Arminio che Conghia ce l'ha col suo vecchio amico per la relazione con Veronica, che è l'assassina di Serpieri; subito dopo muore per un proiettile sparato da Conghia, che mirava ad Arminio. Questi torna a casa ma il padre non gli apre; spedisce allora i suoi diari al tenente Matrale dei carabinieri e s'imbarca clandestinamente su un peschereccio tunisino, deciso a ricercare la moglie di Gamil in Africa.

## Personaggi
- Arminio Mitarotondo: protagonista della storia, giovane venosino laureando in lettere classiche all'Università di Bari. Ha una passione per le automobili e guida una Mazda 121.
- Feliciano Mitarotondo: impresario di pompe funebri, padre di Arminio, vedovo. È cattolico praticante e fervente comunista.
- Costante Mitarotondo: fratello minore quattordicenne del protagonista. Vive con estremo disagio l'assenza della madre, morta alcuni anni prima, e per questo motivo scappa di casa.
- Bice Mitarotondo: sorella di Feliciano e zia di Arminio e Costante. È una sessantenne teledipendente patita di telenovele e quiz a premi. Dà una mano in casa del fratello dopo la morte della cognata.
- Mulino: sordomuto aiutante di Feliciano, così chiamato perché prima che i Mitarotondo lo prendessero con loro viveva al Mulino delle Fetide con un vecchio tinaio.
- Attilio Serpieri detto il Maschitano: ex compagno di classe del protagonista ai tempi del liceo. Si atteggiava a bullo e aveva successo con le ragazze; Arminio gli si fece amico per godere, di riflesso, del rispetto che veniva tributato ad Attlio. Entrato nel giro della malavita, viene ucciso per un regolamento di conti e ad Arminio tocca vestirlo per il funerale.
- Tetè Serpieri: padre di Attlio.
- Mauro Conghia: ex compagno di classe di Arminio e Attlio. Fa poi l'impiegato di banca a Bologna e a Cerignola, nel cui ruolo probabilmente ricicla il denaro sporco della amalvita. Aveva una relazione con Veronica.
- Pacuvio Conghia: imprenditore nel settore del commercio, figlio di Filiberto e padre di Mauro.
- Filiberto Conghia: rottamaio di Lavello, padre di Pacuvio e nonno di Mauro.
- Fulvia Terramoto: ragazza di famiglia più che benestante, ex compagna di scuola di Arminio, poi divenuta l'amante di Attilio Serpieri che l'ha iniziata alla droga.
- Umbertino Paradiso. un maestro in pensione malato di storia patria[2]. È l'unico con cui Arminio possa intavolare discussioni culturali al suo stesso livello. L'amicizia tra i due è però mal vista da Feliciano, orientato esclusivamente verso il lavoro.
- Cuccurullo: maresciallo dei carabinieri della stazione di Venosa.
- Matrale: tenente dei carabinieri, di bell'aspetto e di successo presso le donne.
- Veronica: ragazza di grande avvenenza, che diventa l'amante di Attilio, Mauro e Arminio ed è ben introdotta negli ambienti malavitosi.
- Gamil: angolano, passato a lavorare con la criminalità organizzata dopo aver fatto il bracciante nei campi di pomodori. Ha lasciato nel paese natale una moglie di nome Xhena e tre figli. Nei momenti di malinconia canta le canzoni di Ananda Gudé, il contadino presso cui faceva il garzone in Africa. Diventa amico di Arminio e lo salva dalla vendetta di Conghia.
- Cosimo Lattarulo detto Limone: malavitoso che commissiona ad Arminio i trasporti. Da giovane ha fatto il mendicante, poi il ladro d'automobili.
- Tonino Musumeci detto Trotrò: ex muratore con quattro figli, entra nel giro della malavita dopo aver perso il lavoro. Di lui si vocifera che sia il padre naturale di Limone.
- Alfredo Possente detto il Vicciere: capo di un'organizzazione criminale che gestisce traffici illeciti in gran parte della Puglia. Nato a Taranto, aveva fatto il posteggiatore ed era stato assunto all'Italsider, ma aveva rifiutato l'impiego perché aveva altri proventi dal contrabbando e dallo sfruttamento della prostituzione. Per degli abusi sessuali che ha commesso, che gli valgono anche il suo soprannome, è poi incarcerato a Trani dove diventa il referente dei camorristi.
- Fratantonio e Pastinaca: guardie del corpo del Vicciere.
- Caruso: camorrista di Avellino.

## Edizioni
- Raffaele Nigro, Ombre sull'Ofanto, Milano, Camunia, 1992, ISBN 88-09-21690-3.
- Raffaele Nigro, Ombre sull'Ofanto, collana Fantasia & Memoria, Milano, Camunia, 1992, ISBN 88-7767-139-4.
- Raffaele Nigro, Ombre sull'Ofanto, collana Oscar narrativa, introduzione di Alberto Bevilacqua, n. 1342, Milano, Mondadori, 1994, ISBN 88-04-38282-1.